# 북아메리카판
북아메리카판(北America板, North American Plate)은 아이슬란드 서부, 그린란드, 북아메리카 대륙 및 동시베리아에 걸쳐 존재하는 지각 및 맨틀 위쪽의 암권을 형성하는 대륙판이다.

## 역사
과거에는, 동태평양에서는 태평양판과 패럴론판(Farallon Plate)이 해령에서부터 동서로 넓어지고 있다고 보았다. 그러나 그 해령은 점차 동쪽으로 미끄러져 가서, 북아메리카판의 아래로 가라앉기 시작함과 동시에, 충격에 의해 몇 개의 판으로 나뉘었다. 현재 남아 있는 패럴론 판은 완전히 북아메리카판의 밑에 있고, 캘리포니아만이나 샌앤드리어스 단층을 형성하고 있다. 패럴론판에서 나뉜 후안데푸카판은 대부분이 이미 가라앉았지만, 일부는 아직 태평양의 해저에 있다. 코코스판과 나스카판도 마찬가지로, 패럴론판에서 나뉘었다고 생각되고 있다.

## 주변 판과의 관계
혼슈 중부의 포사 마그나 지역에서부터 동해 동부, 타타르 해협, 베르호얀스크산맥, 체르스키산맥, 북극해, 그린란드해, 아이슬란드, 대서양 중앙 해령에 걸친 넓은 지역에서 유라시아판과 접하고 있다.
아소르스 제도 부근에서 북회귀선 부근까지는 아프리카판과 접하고 있다. 또, 대앤틸리스 제도에서 유카탄반도 부근까지의 지역은 카리브판 및 고나브 미판과 접하고 있다.
마찬가지로, 바하칼리포르니아반도에서 알래스카반도, 알류산 열도, 캄차카반도, 지시마 열도, 일본 열도에 걸친 태평양 연안의 전역에서 태평양판이 가라앉고 있다. 밴쿠버섬 주변에서는, 후안 데 푸카판이 태평양판과 접하고 있고, 대부분이 북아메리카판의 아래에 있지만, 일부는 태평양의 해저에 노출되어 있다.

### 북부
북부에서는 북극해의 난센-가켈 해령으로 유라시아판으로 접하고 있다. 난센-가켈 해령은 동시베리아에서 동해 동연 변동대로, 아이슬란드에서 대서양 중앙 해령으로 이어진다.

### 동부
동부에서는 대서양 중앙 해령으로 아이슬란드에서 아조레스 삼중점(en:Azores Triple Junction)까지 유라시아판, 아조레스에서 리워드 제도 부근까지의 지역에서는 남아메리카판과 접하고 있다.

### 남부, 고나브 미판

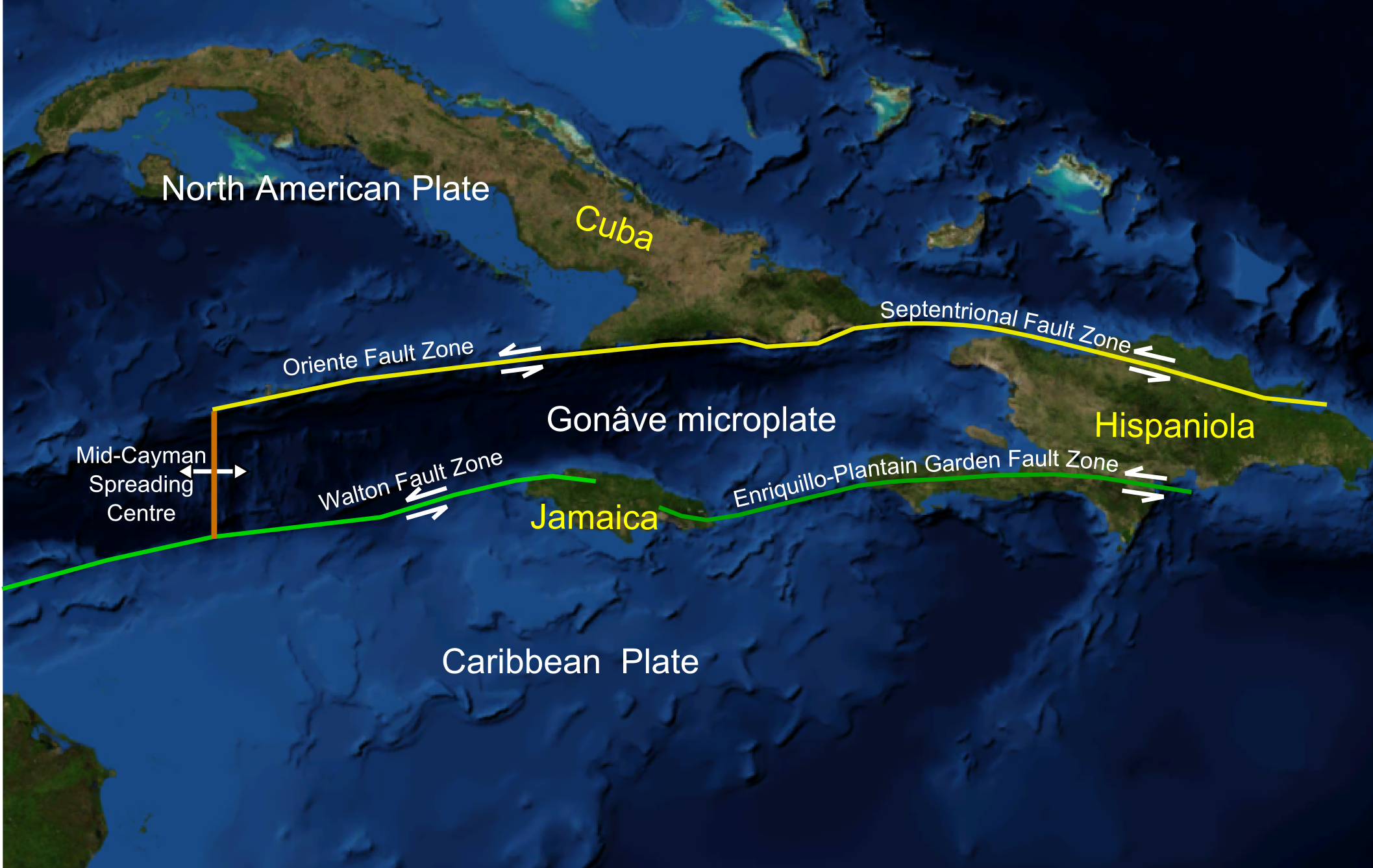
고나브 미판

남동부에서는 북위 15도 부근 대서양 중앙 해령에서 서쪽으로 카리브해까지 이어지는 남아메리카판과의 경계 부분은 15도 20분 파쇄대(en:Fifteen-Twenty Fracture Zone) 또는 카보 베르데 파쇄대(Cabo Verde Fracture Zone)라 불린다. 더 서쪽인 히스파니올라섬에서 쿠바 남쪽까지 고나브 미판의 엔리퀼로-플렌테인 단층(en:Enriquillo–Plantain Garden fault zone)과 셉텐트리오날-오리엔트 단층(en:Septentrional-Oriente fault zone)이 이어진다.

### 남부, 과테말라

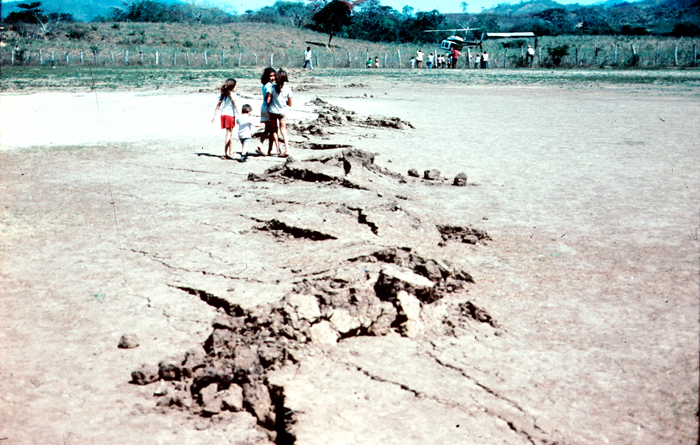
1976년 과테말라 지진(M=7.5)(:en:1976 Guatemala earthquake)때 축구장에 나타난 모타구아(Motagua) 단층의 자취이다.

중앙아메리카의 과테말라는 지진이 활발하며, 활성인 모타구아(Motagua) 단층과 믹스코(Mixco) 단층이 지나간다. 모타구아 단층은 북아메리카판과 카리브판의 경계이며, 산안드레아스 단층과 같이 두 판이 서로 미끄러질 때 지진이 발생한다. 1976년 과테말라 지진(M=7.5)때, 광범위한 파괴를 야기한 주요 원인으로 모타구아 단층이 지목되었다.

### 남서부
멕시코 남안의 중앙아메리카 해구에서는 북아메리카판의 아래로 코코스판이 가라앉고 있다. 그 위로 보존형 경계인 샌앤드리어스 변환단층과 후안데푸카판이 침강하는 캐스캐디아 섭입대가 위치한다.

### 서부
알래스카부터 알류산 열도를 거쳐 캄차카반도에 걸쳐 위치하는 알류산 해구로 태평양판이 침강한다. 최근에는, 캄차카반도 이서 오호츠크해 지역은, 독립된 오호츠크판을 구성한다는 것이 밝혀졌다. 동해 동연 변동대에서 동시베리아를 거쳐 랍테프해(북극해)로 이어지는 지역에서는 어떻게 접하고 있는지 아직 확실하게 모른다. 랍테프해에서 유라시아판과 난센-가켈 해령으로 접하고 있다.

## 같이 보기
- 판